# Célestin Gérard

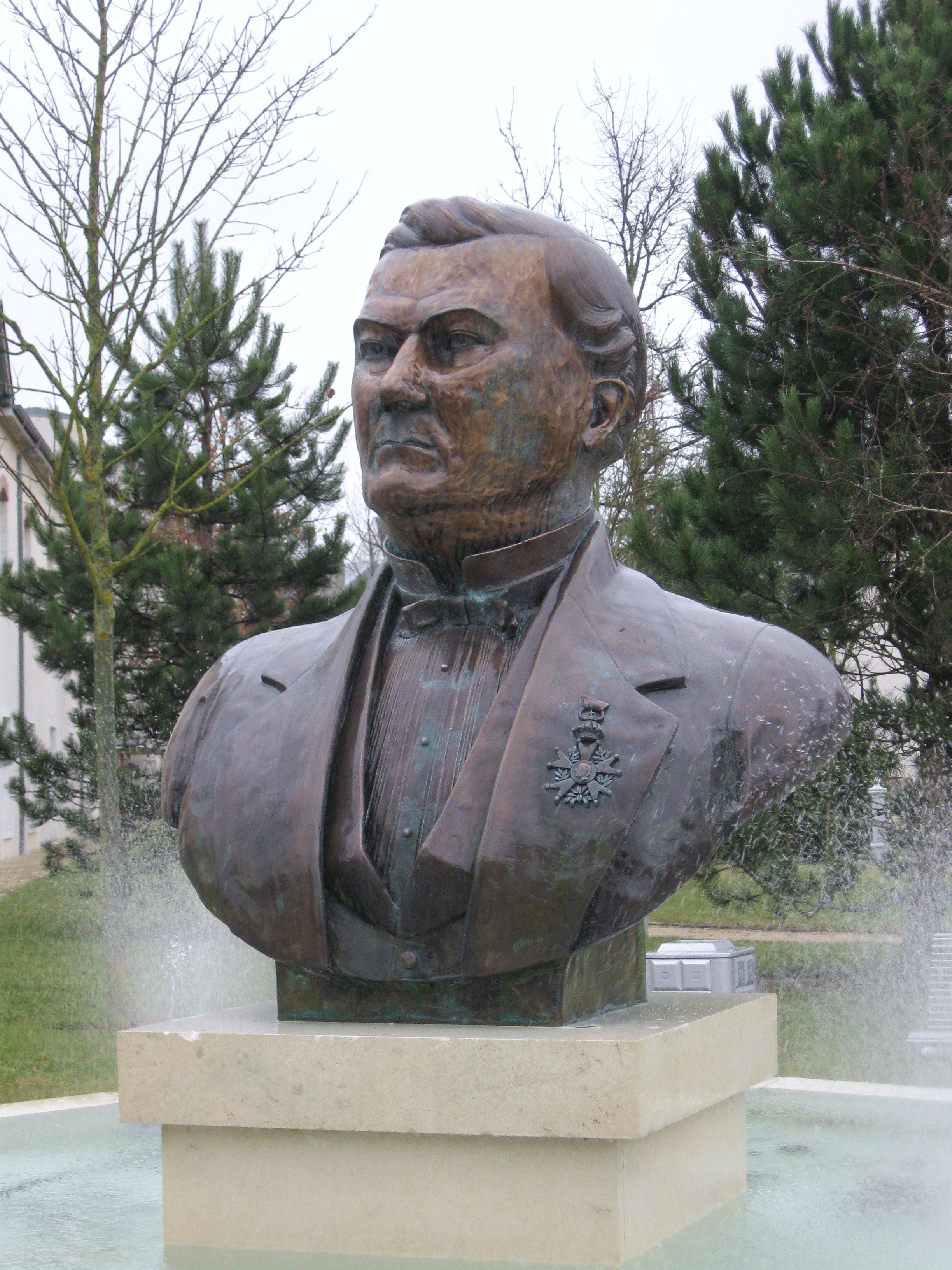
Büste Célestin Gérards in Vierzon

Célestin Gérard (* 13. Februar 1821 in Monthureux-le-Sec, Département Vosges; † 18. Oktober 1885 im Château de Fay in Vierzon) war ein französischer Konstrukteur und Industrieller.
Gérards Eltern waren Bauern in den Vogesen, er gelernter Tischler. 1848 gründete er in Vierzon gegenüber dem Bahnhof eine Werkstatt für Landmaschinen. 1861 konstruierte er eine fahrbare Dampfmaschine (Lokomobile), 1866 die erste fahrbare Dreschmaschine Frankreichs. Seine Firma, seit 1878 Société Française de matériel agricole et industriel, später Société Française de Vierzon, entwickelte sich in den 1950er Jahren zu einem bedeutenden französischen Traktorenhersteller.
Célestin Gérard starb 1885 auf Château de Fay in Vierzon und ist auf dem Friedhof von Vierzon begraben.